# DEFAS Bayern
DEFAS Bayern (Durchgängiges Elektronisches Fahrgastinformations- und Anschlusssicherungs- System Bayern) ist ein Online-Reiseinformationssystem für den Öffentlichen Personennah- und Regionalverkehr in Bayern, welches von der Bayerischen Eisenbahngesellschaft (BEG) ab dem Jahr 2005 geplant wurde. Seit dem 1. Januar 2011 stellt die BEG die Verkehrsdaten zur Nutzung für die Allgemeinheit zur Verfügung. Fahrgäste können unter anderem über die kostenfreie Mobilitätsapp MoBY der BEG auf die Daten zugreifen.

## Zweck
Das DEFAS bietet eine zentrale und diskriminierungsfreie Plattform, um alle öffentlichen Verkehrsmittel in Bayern minutengenau zu überblicken und Fahrgästen somit durchgehende Reiseinformationen bieten zu können. Die Informationen basieren auf der aktuellen Betriebslage, d. h. sie erfolgen in Echtzeit, sofern die Verkehrsmittel an ein Rechnergestütztes Betriebsleitsystem angeschlossen sind. Die Funktion der gegenseitigen Anschlusssicherung steht allen teilnehmenden Verkehrsunternehmen offen.

## Teilnehmende Verkehrsunternehmen
Folgende Verkehrsunternehmen liefern minutengenaue Verspätungen und Betriebsmeldungen an DEFAS (Auswahl):
- DB Frankenbus (OVF), Nürnberg
- DB Ostbayernbus, Regensburg
- DB Oberbayernbus (RVO), München
- Go-Ahead Bayern
- Go-Ahead Baden-Württemberg
- STWB Bamberg
- HofBus, Hof
- SÜC Bus & Aquaria GmbH, Coburg
- BVB Bayreuth
- Omnipart (Zusammenschluss von mittelständischen Busunternehmen aus Bayerisch-Schwaben und dem nördlichen Oberbayern)
- Bayerische Oberlandbahn (inkl. Meridian) und Bayerische Regiobahn
- Stadtwerke Augsburg
- Augsburger Verkehrs- und Tarifverbund
- Stadtverkehr Rosenheim
- Stadtwerke Landshut
- MVG Münchner Verkehrsgesellschaft
- MVV Münchner Verkehrs- und Tarifverbund
- VAG Verkehrs-Aktiengesellschaft Nürnberg
- VGN Verkehrsverbund Großraum Nürnberg
- Stadtwerke Ulm
- INVG Ingolstädter Verkehrsgesellschaft
- RVV Regensburger Verkehrsverbund
- WSB Würzburger Versorgungs- und Verkehrs-GmbH #Würzburger Straßenbahn GmbH
- NVM Nahverkehr Mainfranken